# Diplostix dulcis
Diplostix dulcis är en skalbaggsart som först beskrevs av Lewis 1891.  Diplostix dulcis ingår i släktet Diplostix och familjen stumpbaggar. Inga underarter finns listade i Catalogue of Life.